# Леонардо Горецкий
Леонардо Горецкий (2-я пол. XVI в.) — польский дворянин кальвинистского вероисповедания, автор написанной на латинском языке утраченной «Истории Польши» в 20 томах.

## Сочинение
О сочинении Л. Горецкого можно судить лишь по сделанной им самим выписке, которая была преподнесена познанскому кастеляну Анджею Гурке. В 1578 году во Франкфурте, в типографии Вехеля, это извлечение в виде отдельной брошюры было издано под заглавием: «Descriptio belli Ivoniae voivodae Valachiae, quod anno 1574 cum Selimo II, turcarum imperatore, gessit» («Описание войны волошского воеводы Ивоны с турецким императором Селимом II в 1574 г.»). В 1578 г. Николай Генигер опубликовал её немецкий перевод, оформив его в виде приложения к своему сочинению, вышедшему в Базеле 1578 года под заглавием: «Hoffhaltung des tuerckischen Kaisers und othomanischen Reichs Beschreibung biss auffdies 1578, Iahr ersteckt und ausgefueret».

## Переводы на русский язык
- Описание войны Ивонии, господаря волошского / пер. К. Мельника // Мемуары, относящиеся к истории южной Руси. Выпуск I (XVI ст.). Киев, 1890.